# Bosc-Guérard-Saint-Adrien
Bosc-Guérard-Saint-Adrien är en kommun i departementet Seine-Maritime i regionen Normandie i norra Frankrike. Kommunen ligger i kantonen Clères som tillhör arrondissementet Rouen. År 2022 hade Bosc-Guérard-Saint-Adrien 1 085 invånare.

## Befolkningsutveckling
Antalet invånare i kommunen Bosc-Guérard-Saint-Adrien
| Referens: INSEE |